# Nineta guadarramensis
Nineta guadarramensis är en insektsart som först beskrevs av E. Pictet 1865.  Nineta guadarramensis ingår i släktet Nineta och familjen guldögonsländor. Inga underarter finns listade i Catalogue of Life.